# کوجی ازومی
کوجی ازومی (انگلیسی: Koji Ezumi؛ زادهٔ ۱۸ دسامبر ۱۹۷۸) بازیکن فوتبال اهل ژاپن است.